# Tulibowo
Tulibowo – wieś w Polsce położona w województwie kujawsko-pomorskim, w powiecie lipnowskim, w gminie Dobrzyń nad Wisłą.
Miejscowość leży nad rzeką Wisła. Znajduje się w niej dwór z I połowy XX wieku, wozownia oraz murowany spichlerz.

## Podział administracyjny
W latach 1975–1998 miejscowość administracyjnie należała do województwa włocławskiego.

## Demografia
Według Narodowego Spisu Powszechnego (III 2011 r.) wieś liczyła 200 mieszkańców. Jest czternastą co do wielkości miejscowością gminy Dobrzyń nad Wisłą.

## Historia
W 1371 Kazimierz III (książę szczeciński) nadał tereny wsi Tulibowo Stanisławowi z Nowego Miasta Korczyna. 
Według regestru poborowego z 1564 wieś była własnością Tolibowskiego.
W 1800 Tulibowo zostało kupione przez Ignacego Duczymińskiego. Po jego śmierci 7 marca 1823 Tulibowo otrzymała jego córka Róża. Niemniej zgodnie z wykazem z 1825 Tulibowo liczące 20 domów należało do Karola Duczymińskiego. Majątek w Tulibowie był źle zarządzany i w 1854 został wystawiony na licytację, w efekcie której nowym właścicielem został Ludwik Śniechowski.
Właścicielką Tulibowa do 1898 była Aniela Miączyńska z domu Gniazdowska, żona Władysława hrabiego Miączyńskiego. W 1889 majątek Tulibowo liczący wtedy 20 włók kupił Stefan Gościcki z Reczewa. W rękach rodziny Gościckich majątek w Tulibowie, razem z majątkami w Glewie i Grochowalsku, znajdował się do 1939, kiedy to Julian Gościcki - syn Stefana Gościckiego, zginął w bitwie nad Bzurą. Po wybuchu II wojny światowej tereny Tulibowa zostały administracyjnie wcielone do III Rzeszy. Po wojnie w 1945 majątek został rozparcelowany.
Według spisu powszechnego z 1921 w Tulibowie wymienionym jako folwark w gminie Oleszno było 9 budynków i 138 mieszkańców. Z kolei we wsi Tulibówka były 3 budynki i 23 mieszkańców. Wszyscy mieszkańcy deklarowali się jako Polacy wyznania rzymskokatolickiego.